# Скрэб

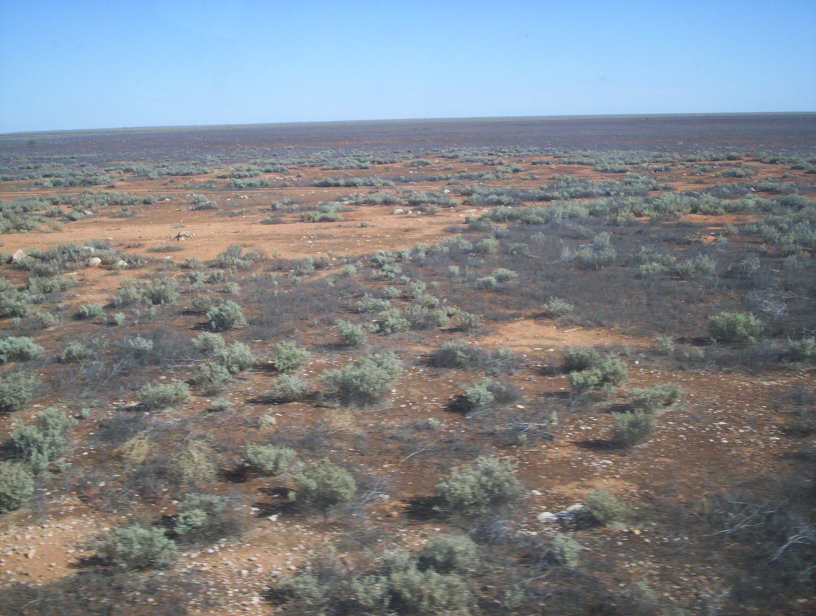
Скрэб на равнине Налларбор (Австралия)

Скрэб — заросли низкорослых (1—2 м) вечнозелёных ксерофитных кустарников, распространённых в степях и полупустынях Австралии. В скрэбе преобладают кустарниковые эвкалипты, акации, кустарники из семейства бобовых и миртовых. В самых засушливых районах скрэб состоит из кустарниковых эвкалиптов. Скрэб из серполистной акации распространён в более влажной (тропической) зоне.
Похожие растительные сообщества в Африке также называются скрэбами.